# Johann Schober
Johann Schober (Perg, 14 de noviembre de 1874-Baden bei Wien, 19 de agosto de 1932) fue un oficial de policía austriaco, fundador de la Interpol, que sirvió tres veces como canciller de Austria (sus primeros dos gabinetes fueron prácticamente seguidos, separados tan solo por dos días en los que ocupó el puesto de canciller Walter Breisky) y como ministro de Asuntos Exteriores en diversos Gobiernos del periodo de entreguerras.
Nació en 1874 en Perg, una pequeña localidad de la Alta Austria cercana a Linz. Buen estudiante, se licenció en Derecho en la Universidad de Viena. En 1898 ingresó en la Policía. En 1913 se le nombró jefe de la policía estatal, puesto que mantuvo a lo largo de la Primera Guerra Mundial. Por el buen desempeño de sus funciones, obtuvo varias condecoraciones de los sucesivos emperadores. Se convirtió en jefe de la policía de la capital el 25 de junio de 1918, inmediatamente antes de la caída del Imperio austrohúngaro. Schober, junto con las autoridades, tuvo que enfrentarse al reto de mantener el orden en la ciudad, por la que pasaron al menos ochocientos mil soldados desmovilizados, y que sufría graves problemas de carestía de alimentos y una gran inflación. Leal al nuevo Estado a pesar de su añoranza del imperio, su eficiencia como administrador le granjeó buena reputación entre los políticos austriacos.
Ocupó el cargo de primer ministro (canciller) por primera vez entre el 21 de junio de 1921 hasta el 24 de mayo de 1922, el único periodo de la década desde 1920 en que la Presidencia del Gobierno no estuvo en manos de un socialcristiano.
Nuevamente canciller desde finales de septiembre de 1929, tuvo que enfrentarse a una serie de graves problemas que acuciaban al país: la retirada de fondos invertidos en Austria, la creciente rivalidad de las organizaciones paramilitares de izquierda y derecha que hacía temer el estallido de una guerra civil y la necesidad de reformar la Constitución.
Schober regresó como ministro de Asuntos Exteriores y canciller de septiembre de 1929 a septiembre de 1930 y más tarde pasó a ser vicecanciller, a la vez que se mantenía como ministro de Asuntos Exteriores, de diciembre de 1930 a enero de 1932, sirviendo sucesivamente en los gabinetes de Carl Vaugoin, Otto Ender y Karl Buresch. Fue el principal representante austriaco en las fallidas negociaciones para la unión aduanera austro-germana, frustrada por Francia gracias a los apuros económicos austriacos, que le permitieron desbaratarla a cambio de ayuda económica. Mal visto por Francia, abandonó el Gobierno y falleció poco después.

## Origen y estudios
Nació en 1874 en Perg, una pequeña localidad de la Alta Austria cercana a Linz, de donde provenía su abuelo, médico. Su padre, Franz Lorenz Schober, trabajaba en la administración local y se casó con su madre, Klara Lehmann, en 1861. Esta pertenecía a una familia de clase media de una población cercana, Wartberg. El matrimonio, feliz, trajo al mundo a numerosos retoños, entre ellos a Johann el 14 de noviembre de 1874. Para entonces la pareja tenía nueve hijos y la economía familiar obligaba a llevar una vida frugal, que Johann adoptó.
Buen estudiante, ingresó en la escuela local en 1880. Acabó la escuela primaria en 1885 y al año siguiente marchó a cursar los estudios de secundaria en un gimnasio de Linz. El joven Schober estaba en régimen de internado, gestionado con rigor por las monjas de un convento de la ciudad. Las clases, en las que pronto destacó, dejaban poco tiempo de asueto a los estudiantes. Pasó seis años y medio en el internado, hasta su graduación en junio de 1894. Para ayudar a sufragar su manutención, comenzó a dar clases a otros alumnos. Una vez graduado del gimnasio, se matriculó en la Universidad de Viena, en Derecho.

## Carrera en la Policía
En 1898, poco después de fallecer su padre, logró graduarse con buenas notas. Después de pasar unos meses trabajando en las oficinas de la magistratura de la capital, el 7 de octubre pasó a la Policía. En menos de dos años y gracias a su gran habilidad, se le transfirió a la central de la policía. Más tarde, se le encargó la protección del monarca británico Eduardo VII, que visitó el país en varias ocasiones. Schober obtuvo este encargo tanto por su eficiencia como policía como por su conocimiento del inglés.
En 1908 ingresó en la dirección de la policía vienesa y al año siguiente se le destinó a la policía nacional, dependiente del Ministerio del Interior. En marzo de 1913, pudo regresar al cuerpo policial de la capital. Se le nombró jefe de la policía estatal, puesto que mantuvo a lo largo de la Primera Guerra Mundial. Por el buen desempeño de sus funciones, obtuvo varias condecoraciones de los sucesivos emperadores. En sus esfuerzos por mantener el orden en la capital, cada vez más afectada por la guerra, mostró una imparcialidad que le era característica. Se convirtió en jefe de la policía de la capital el 25 de junio de 1918, inmediatamente antes de la caída del Imperio austrohúngaro. Schober, junto con las autoridades, tuvo que enfrentarse al reto de mantener el orden en la ciudad, por la que pasaron al menos ochocientos mil soldados desmovilizados, y que sufría graves problemas, como la carestía de alimentos y una gran inflación. Schober mantuvo su lealtad a Austria después de la ruptura del país y garantizó el exilio pacífico de la familia imperial; recibió elogios por su moderación y su papel en el traspaso pacífico del poder a los representantes de la nueva república. El 3 de diciembre de 1918, se le encargó de manera extraordinaria la seguridad de la nueva república, y tuvo que hacer frente a diversas conspiraciones comunistas, tramadas para hacerse con el poder en el país. Leal al nuevo Estado a pesar de su añoranza del imperio, su eficiencia como administrador le granjeó buena reputación entre los políticos austriacos. Pangermanos y socialcristianos decidieron encargarle la formación del nuevo Consejo de Ministros en junio de 1921, cuando dimitió el gabinete de Michael Mayr por la presión de las provincias a favor de la unión del país con Alemania, aunque ya se había sopesado en octubre de 1920 su candidatura a la Presidencia del Gobierno.

## Primer gobierno
Considerado como un político fiable por la Entente, fue elegido para dirigir un Gobierno de coalición en 1921 con el apoyo del Partido Socialcristiano y los Pangermanos. Funcionario eficiente y representante de lo mejor del antiguo servicio público imperial, se le considera íntegro, aunque vanidoso e inexperto en política. Leal al Estado más que a cualquiera de las formaciones políticas, se le consideraba, no obstante, cercano a los pangermanos. Aunque la mayoría de los ministros eran funcionarios y no políticos, el gabinete gozó del respaldo de la mayoría del Parlamento, al contar con el apoyo de socialcristianos, pangermanos y agrarios. Schober ocupaba no solo la Presidencia del Gobierno, sino también el puesto de ministro de Asuntos Exteriores. El pacto entre los partidos incluía el fin, al menos temporal, de los plebiscitos provinciales sobre posibles uniones de estas con Alemania —de la que, sin embargo, Schober era partidario—. Schober deseaba además obtener la cooperación de la oposición socialista, para lo que adoptó un talante conciliador con esta.
El primer reto del Gobierno fue enfrentarse a la grave depreciación de la moneda, que causó una gran inflación que comenzó durante el verano y alcanzó el máximo a finales de año. La subida de los precios causó disturbios en la capital en diciembre.
Tuvo que organizar asimismo la incorporación a la república del territorio de Burgenland, obtenido de Reino de Hungría. El territorio, sin fronteras claras, era una región que hasta 1918 había pertenecido a Hungría, pero cuya población era mayoritariamente de lengua alemana —unos doscientos cincuenta mil—. Al disgregarse el imperio, la república austriaca reclamó que la población de la región pudiese elegir a qué Estado pertenecer. A pesar de que el Tratado de Trianon había concedido el territorio a Austria, esta no contaba con la fuerza suficiente para arrebatársela a Hungría, que no deseaba cederla. A finales de agosto de 1921 y tras obtener la aquiescencia checoslovaca, Schober envió a la gendarmería a ocuparlo, que chocó con grupos de milicias húngaras que se negaban a entregar el territorio y libraron varios combates con la policía austriaca. La tensión creció entre los dos países y parecía que iba a estallar una guerra entre ambos; la gendermería austriaca tuvo que replegarse y el Ejército húngaro tomó el control de toda la zona. Los Aliados impusieron la mediación italiana, en principio favorable a los húngaros, que resultó en la cesión de la mayor parte del territorio a Austria. Sopron, la ciudad principal, empero, quedaba sujeta al resultado de un plebiscito. Antes de que se pudiese celebrar este, se produjo el segundo intento de restauración del exemperador Carlos, que fracasó nuevamente; Schober proclamó la neutralidad austriaca respecto del exsoberano. A continuación, el plebiscito, realizado mientras las autoridades húngaras controlaban la zona, fue desfavorable para Austria. Los pangermanos criticaron lo que consideraban debilidad del canciller en la gestión de la disputa con Budapest, pero siguieron apoyándolo.

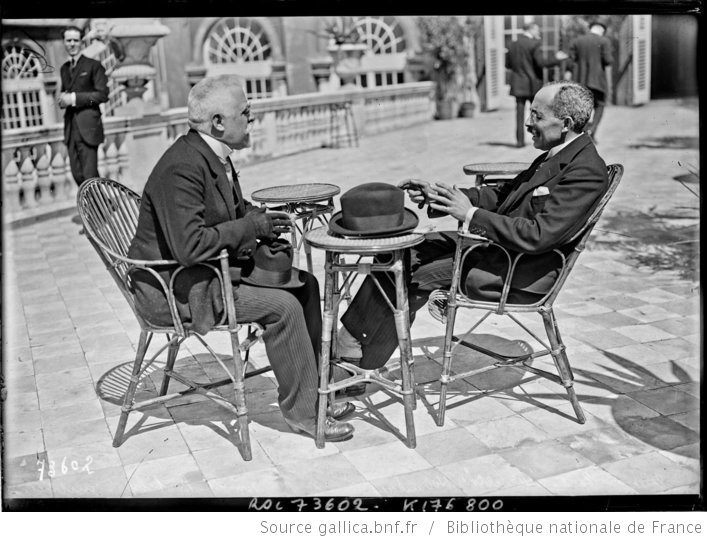
Schober en la Conferencia de Génova de 1922, en la que trató de obtener ayuda financiera para Austria.

En cuanto a la política internacional, la tarea principal de Schober fue la normalización de las relaciones con los países vecinos y la continuación de las negociaciones de créditos con la mediación de la Sociedad de Naciones, que habían comenzado durante el gobierno anterior. Uno de los mayores problemas para obtener estos créditos era la hipoteca de la que disfrutaban los vencedores de la guerra mundial sobre los bienes e ingresos estatales austriacos, que servía de aval para asegurar el pago de las compensaciones de guerra estipuladas en el tratado de paz. Las consecuencias políticas de las sucesivas reuniones en las que participó para tratar de resolver este problema conllevaron la caída del Gobierno. En concreto, fue la firma del Tratado de Lány con Checoslovaquia, el que causó la caída de su Gobierno al considerar los pangermanos los acuerdos con Checoslovaquia como un impedimento para una futura unión con Alemania —a pesar de que el tratado contaba con el respaldo de los dos partidos mayoritarios, el socialcristiano y el socialista—.
Durante su mandato, en agosto de 1921, se concluyó la paz con los Estados Unidos, que no habían ratificado el Tratado de Saint-Germain-en-Laye.
Durante su gobierno se aprobó también una ley, a propuesta de sus socios pangermanos, que impedía a los judíos del este europeo obtener la nacionalidad austriaca, ley de la que los pangermanos se sentían orgullosos.
En enero de 1922, estos pasaron a la oposición y dejaron a Schober al frente de un Gobierno sostenido únicamente por los diputados socialcristianos y los partidos más pequeños del Parlamento.
El principal problema al que tuvo que enfrentarse, no obstante, fue el económico: el país sufría una honda crisis, con una gran inflación, una divisa devaluada, escasas exportaciones, falta de alimentos y materias primas y un comercio exterior con los países vecinos aún inestable. Para tratar de mejorar la situación mientras se lograban los ansiados créditos de estabilización, el gabinete aprobó una serie de medidas. En julio de 1921, subió varios impuestos, para reducir el gran déficit presupuestario, que se calculaba en más del total de ingresos. No pudo impedir, empero, que continuase depreciándose la corona y aumentando rápidamente la inflación. El Gobierno siguió tratando de reducir sus gastos, pero la mitad de estos eran subsidios para garantizar la alimentación de la población a precios asequibles.
Schober deseaba mejorar las relaciones con Checoslovaquia por varias razones: necesitaba mejorar la imagen del país en Francia y el Reino Unido, y Checoslovaquia gozaba de buena reputación en estos países; su influencia en Europa central y los Balcanes podía favorecer a Austria y servir de contrapeso frente a Hungría en caso de disputas con esta; además, Austria necesitaba mejorar su comercio exterior, y un acuerdo en este sentido convenía a la nación. La fructífera entrevista entre los mandatarios austriacos y los checoslovacos celebrada en Austria aprovechando el paso por esta de los checoslovacos, que regresaban a su país, se remató con una visita de Schober y del presidente austriaco a la residencia de Tomáš Masaryk en Lana, en donde se concluyó el acuerdo homónimo el 16 de diciembre de 1921. El tratado obligaba a las dos naciones a respetar los tratados de paz de Saint Germain y Trianon, a reconocer su integridad territorial, a colaborar para impedir cualquier intento de restauración de los Habsburgo, a respetar a las minorías y a no suscribir ningún acuerdo que contraviniese estas cláusulas. Además, Checoslovaquia concedía  a Austria un préstamo de quinientos millones de coronas y se comprometía a aumentar los envíos de carbón. El tratado, sin embargo, suponía la renuncia explícita a obtener los territorios checoslovacos de población alemana y el reconocimiento de las fronteras del país vecino, lo que precipitó una nueva crisis política en Viena. Para los pangermanos, suponía el abandono de sus connacionales y era inaceptable. Lo entendían además como un obstáculo añadido a la deseada unión con Alemania. A pesar de precipitar su dimisión como presidente del Gobierno, el tratado con Checoslovaquia trajo beneficios al país: acabó con su aislamiento diplomático, hizo que las potencias abandonasen sus planes para desmembrar el país y aumentó la confianza internacional en él, lo que facilitó la concesión de varios créditos en febrero de 1922. El 16 de enero de 1922, como gesto de rechazo al tratado, los pangermanos abandonaron el gabinete. El canciller tuvo que solicitar el auxilio parlamentario de los socialistas, que lo concedieron, para ratificar el tratado con Checoslovaquia. Esto sucedió el 25 de enero, y a continuación, el Consejo de Ministros dimitió. Su gran prestigio en el extranjero, necesario para lograr los ansiados créditos internacionales, facilitó su inmediata reelección, a pesar de la oposición de socialistas y pangermanos. En el nuevo gabinete, débil por la pérdida del apoyo pangermano, Schober abandonó la cartera de Asuntos Exteriores y asumió la de Interior, además de permanecer como canciller.
En febrero aceptó dos nuevos préstamos, uno británico y otro francés, que aliviaban la intensa crisis económica, pero no la resolvían; Schober siguió intentando conseguir los abundantes fondos que creía necesitar para estabilizar la economía nacional. También en febrero, los socialcristianos comenzaron a negociar la reanudación de la alianza gubernamental con los pangermanos, que exigían la salida de Schober. El Reino Unido, empero, anunció su deseo de que Schober siguiese al frente del Gobierno, lo que reforzó la posición del canciller, aunque a numerosos políticos les pareció una intromisión en los asuntos nacionales.
Schober viajó a la Conferencia de Génova en la primavera de ese año, pero no logró la eliminación de la hipoteca internacional sobre los bienes austriacos. Su intervención facilitó, no obstante, la posterior ayuda económica que permitió la estabilización financiera del país. Dos nuevos préstamos, uno italiano y otro francés, no llegaron a obtenerse. En abril, mientras Schober se hallaba en la conferencia internacional, la crisis económica continuó agravándose y la oposición aumentó su crítica al Gobierno; la dimisión del canciller era una cuestión de tiempo. En mayo, la derrota de una propuesta gubernamental llevó a la dimisión del ministro de Finanzas y a la asunción de la cartera por Schober, que seguía acudiendo intermitentemente a la conferencia en Génova; la oposición de los pangermanos al canciller se redobló.
La continua oposición de los pangermanos a lo que consideraban política favorable a la Pequeña Entente, que dejaron a Schober con una mínima mayoría parlamentaria de tres votos, y la agudización de la crisis económica por la depreciación de la divisa y la inflación, unidas a las críticas de los socialistas —que consideraban a Schober un mero títere del dirigente de los socialcristianos Ignaz Seipel y exigían que este tomase las riendas del Gobierno—, condujeron a la renuncia de Schober el 24 de mayo de 1922. Días antes los pangermanos se habían mostrado dispuestos a forjar una nueva liga con los socialcristianos con un programa pactado si estos cesaban su apoyo a Schober, condición que estos aceptaron. Mientras los dos partidos estudiaban quién debía sustituirle y los ministros del nuevo gabinete, se le ofreció permanecer como ministro del Interior, pero se negó.

## Fuera del Gobierno

### Interpol
Schober obtuvo el reconocimiento internacional por su trabajo en la administración de policía, llegando a ser conocido como el «padre de la Interpol». Como jefe de la policía de la ciudad de Viena, convocó en septiembre de 1923 el segundo Congreso Internacional de Policía Criminal en esta ciudad, al que asistieron ciento treinta y un representantes de veinte países. El congreso condujo a la creación de la Interpol, suceso en el que Schober participó de forma sobresaliente. En la reunión se acordó que los participantes crearían un organismo que se conocería como Comisión Internacional de Policía Criminal (CIPC), redactaron una constitución de diez artículos para el organismo y se comprometieron a seguir trabajando para alcanzar los objetivos establecidos en el primer congreso que se había celebrado en Mónaco en 1914. Austria se había ofrecido tanto a celebrar como a financiar la reunión y así Viena fue elegida como sede del congreso. La policía austriaca disfrutaba de una sólida reputación en ese momento por su dedicación en llevar registros de delincuentes internacionales, trabajo que comenzó a realizar para la organización internacional, aunque de manera oficiosa. Schober estaba convencido de la necesidad de establecer una estrecha colaboración de las policías de las distintas naciones en un momento de auge de la delincuencia, en parte debida a la desaparición del Imperio austrohúngaro y el surgimiento de nuevos países y monedas, que favorecieron diversos delitos como la falsificación, el mercado negro y la estafa. Fue elegido presidente del Comité Ejecutivo, mientras que su compatriota el doctor Oskar Dressler, abogado destacado y en aquel momento jefe de la policía federal austriaca, se convirtió en secretario del Congreso Internacional de Policía. Schober mantuvo el cargo hasta su muerte en 1932. La primera sede del nuevo organismo fueron unas oficinas cedidas por la policía vienesa.

### La revuelta de julio
Al deshacerse su gobierno de coalición, Schober regresó a su puesto como jefe de la policía de la capital. El convencimiento de que Seipel, que le sucedió al frente del Ejecutivo, había sido el causante de su caída, le hizo guardarle cierta inquina. Los dos eran las principales figuras políticas de las formaciones burguesas austriacas.
Su reputación de moderación sufrió un duro golpe en julio de 1927, cuando dio órdenes a la policía de disparar contra los manifestantes durante la revuelta de 1927, que causaron la muerte de ochenta y cinco manifestantes. Schober, ante el incendio del Palacio de Justicia de la capital y la imposibilidad de restaurar el orden con los métodos habituales, había obtenido el permiso del canciller Ignaz Seipel para emplear seiscientos policías con carabinas, a pesar del rechazo del alcalde socialista, Karl Seitz. La actuación de la policía fue brutal, y causó cientos de heridos y varias decenas de muertos entre los manifestantes, que carecían prácticamente de armas. El conocido humorista satírico Karl Kraus quedó tan enfurecido por la actuación policial que comenzó una campaña de carteles pidiendo la renuncia de Schober. El Gobierno, por el contrario, ensalzó su actuación, que calificó de ejemplar. Por su parte, la prensa socialista desató una durísima campaña contra él. La animadversión de los socialistas hizo que rompiese relaciones con ellos, incluso con el alcalde de la capital, al que estaba subordinado como jefe de la policía. Al mismo tiempo, estrechó lazos con la Heimwehr, con cuyos jefes mantuvo sucesivas reuniones; en octubre de 1928, llegó a permitir a uno de ellos, Waldemar Pabst, el uso de la red de comunicaciones de la policía. A comienzos de año, Steidle le había prometido entregarle el control de la formación en caso de urgencia. Para este, la organización paramilitar era un instrumento tanto para intimidar a los socialistas como para medrar en la política austriaca, siempre en competencia con Seipel.
La Landbund y los pangermanos lo escogieron como candidato a presidente de la república a finales de 1928, cuando acababa el mandato de Michael Hainisch, negándose a respaldar al candidato socialcristiano, Wilhelm Miklas. El repudio del partido socialista a Schober por su actuación en la revuelta de julio de 1927 permitió, no obstante, la elección de Miklas, gracias a la abstención de sus diputados.
A finales del verano de 1929, se había convertido en el candidato preferido para suceder al canciller Ernst Streeruwitz tanto para la Landbund y los pangermanos como para parte de la población, que lo consideraba el paladín de la ley y el orden en un momento de gran tensión política por las continuas amenazas de la Heimwehr y por los choques entre esta y su rival de izquierdas, la Liga de Defensa Republicana, tensión que parecía augurar la guerra civil.

## Canciller en la Gran Depresión

### Canciller de consenso: el representante de la ley y el orden
Su figura resurgió durante el turbulento final del mandato de Ernst Streeruwitz, en septiembre de 1929, cuando se presentó como el garante de la «ley y el orden». La pequeña burguesía se identificaba con el hábil jefe de policía, mientras que para los grandes industriales y financieros era la figura que debía librarlos del «peligro rojo». Incluso la Heimwehr le otorgó temporalmente su confianza, creyendo que llevaría a cabo los cambios constitucionales que exigía. También los socialistas lo aceptaron como una opción mejor que contemplar el regreso al frente del Gobierno de Seipel. Para la Landbund, que precipitó la renuncia de Streeruwitz, el nombramiento de Schober parecía suponer el final del dominio del Gobierno por parte de Seipel, que deseaba. Schober representaba el intento de retomar los gabinetes tecnocráticos dada la crisis política, el descrédito de los partidos y la amenaza al sistema parlamentario de la ultraderecha. El policía parecía capaz de mantener la calma en el país y obtener el préstamo internacional que Streeruwitz estaba negociando en Ginebra. En septiembre, la situación del canciller se había vuelto insostenible: en el exterior, los prestamistas occidentales exigían el control de la Heimwehr y evitar la guerra civil que parecía amenazar al país, mientras que Mussolini reclamaba cambios constitucionales de tipo autoritario; en el país, la campaña de acoso de Seipel y la Heimwehr se endurecía, con marchas previstas para el día 29 que parecían presagiar un golpe de Estado si el canciller no aprobaba las medidas que deseaba la formación paramilitar. Gracias a las preferencias húngaras, compartidas por Mussolini, el candidato favorito para suceder a Streeruwitz no fue Seipel o Rintelen, sino Schober. Seipel y Steidle hubiesen preferido alguien más dispuesto a aplastar inmediatamente a los socialistas, pero el ministro de Asuntos Exteriores húngaro les convenció el 19 y 20 de septiembre para aceptar a Schober por su prestigio internacional. Schober debía aprobar las ansiadas reformas constitucionales para avanzar en el cambio autoritario de la política nacional y más tarde incluir en el gabinete a miembros de la Heimwehr.
Esta, que planeaba dar un golpe de Estado contra Streeruwitz tres días después de la toma de posesión de Schober como presidente del Gobierno (el 29 de septiembre, el 26 Streeruwitz dimitió y cedió el cargo al policía) para el que contaba con respaldo y ayuda financiera italiana, lo anuló, confiando en que el nuevo canciller le sería favorable. Tanto el Gobierno italiano como la Heimwehr estaban convencidos de poder contar con él para aplicar las reformas políticas que deseaban. Schober, sin embargo, no incluyó a ninguno de los miembros de la formación paramilitar en el Consejo de Ministros, aunque sí a varias personas cercanas a ella. Su gabinete, a pesar de contar con políticos distintos partidos, estaba constituido principalmente por destacadas figuras de distintos aspectos de la vida pública austriaca —únicamente cuatro ministros eran diputados—: entre ellos se contaba el expresidente de la república Michael Hainisch, el principal historiador del momento, Heinrich Srbik, y Theodor Innitzer, más tarde cardenal y arzobispo de Viena. El Ministerio de Justicia permaneció en manos de los pangermanos, la Landbund se hizo con el de Interior y Carl Vaugoin, socialcristiano y cercano a la Heimwehr, se mantuvo al frente del de Defensa y pasó además a ocupar el puesto de vicecanciller. La formación paramilitar, a pesar de proclamar que Schober era su representante en el Gobierno, no logró que el canciller incluyese a dirigentes de la organización en el Consejo de Ministros. A pesar de los recelos húngaros tras las primeras declaraciones moderadas de Schober de que este no resultase todo lo duro que esperaban con los socialistas, los jefes de la Heimwehr mantuvieron al comienzo su confianza en él.
A su vuelta a la Presidencia del Gobierno, tuvo que enfrentarse tanto a la grave crisis económica, como a la apurada situación política y al riesgo de golpe de Estado que suponía la actividad de la Heimwehr.

### Cambios constitucionales
Durante su mandato negoció con el Partido Socialdemócrata una serie de medidas que debían ayudar a paliar la crisis económica, reforzando los poderes del presidente y debilitando los del Parlamento, que acentuaron la crisis del sistema democrático austriaco. Las peticiones de reforma habían provenido de todos los partidos políticos y de la Heimwehr, aunque el objetivo de las distintas propuestas variaba. Al principio, el canciller se mostró dispuesto a aceptar algunas de las reivindicaciones de la formación paramilitar, lo que satisfizo a Italia y Hungría, que la sostenían. En su discurso de toma de posesión, no obstante, se mostró ambiguo y avisó de que no toleraría acciones que amenazasen el orden legal. A finales de mes, se reunió con Richard Steidle, jefe nacional de la formación paramilitar, y aceptó emplearla para amilanar a los socialistas y obligarlos a aceptar los cambios legislativos, aunque sin tolerar acciones ilegales. Estas, además de repugnar a Schober, hubiesen puesto poner en peligro los créditos extranjeros que Austria deseaba obtener. El 30 de septiembre, la Heimwehr, que deseaba implantar un sistema fascista en el país, entregó su propuesta al canciller; el 11 de octubre, sus dirigentes se reunieron con él para comunicarle su insatisfacción por no haber sido invitados a ingresar en el Consejo de Ministros y por la falta avances en el proceso de reforma legal. La propuesta de la formación incluía la elección popular de un jefe del Estado con mayores poderes, la eliminación de la autonomía de Viena, de la igualdad de voto y la del carácter legislativo del Parlamento, que quedaba como Cámara de «carácter económico». Poco después la formación presentó un borrador de Constitución «temporal», por si los socialistas bloqueaban la reforma legislativa, que hubiese acabado con la democracia. Este plan se enfrentó tanto al repudio socialista como al de parte de las formaciones conservadoras; estas, los terratenientes e industriales conservadores deseaban emplear a la formación como instrumento de presión, pero rechazaban su pretensiones de poder. Schober, cada vez más disgustado por las exigencias y amenazas de la formación, rechazó sus exhortaciones y continuó preparando el proyecto de ley para el Parlamento, que presentó finalmente el 18 de octubre. Este, aunque eliminaba los aspectos más extremistas del borrador de la formación paramilitar, como la suspensión temporal de la Constitución hasta la promulgación de la nueva y el gobierno dictatorial en el entretanto, conservaba las principales medidas contenidas en aquel. La Heimwehr se mostró moderadamente satisfecha, aunque exigió reformas posteriores para implantar un sistema corporativista.

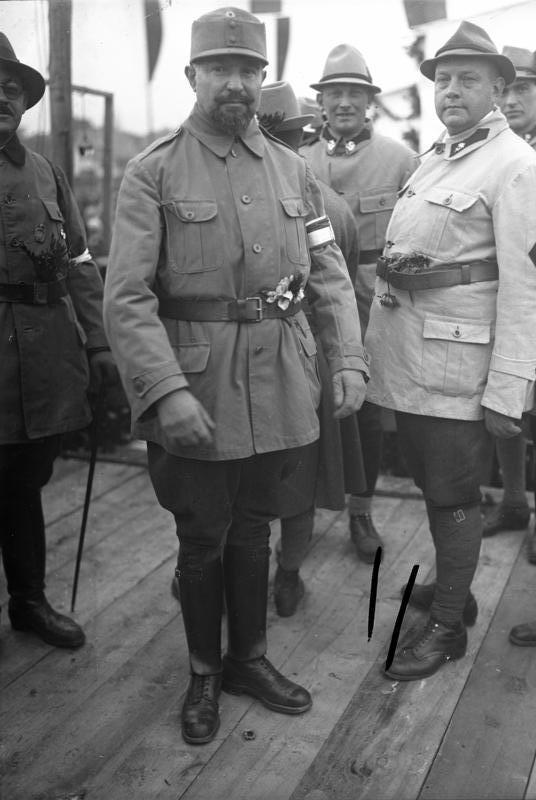
Richard Steidle, con barba, jefe de la Heimwehr tirolesa, junto a Walter Pfrimer, su homólogo de la de Estiria. Schober mantuvo tensas relaciones con ambos durante la crisis constitucional del otoño y el invierno de 1929. Necesarios para coaccionar a los socialistas a aceptar las reformas de la Constitución, el canciller no se sometió a su control ni adoptó al completo su programa político.

El proyecto de ley que Schober presentó al Parlamento en octubre contenía la elección cada siete años del presidente de la república, la concesión a este de la potestad de reunir y disolver las Cortes, nombrar al Gobierno, dirigir el Ejército y legislar por decreto. La Cámara Baja perdía poder y no podría ya bloquear el presupuesto. La Cámara Alta se convertiría en un organismo semicorporativo. Los Gobiernos provinciales y los locales dejarían de elegirse de manera proporcional. Se aboliría asimismo el juicio con jurado. Viena dejaría de ser una provincia y gran parte de sus poderes pasarían al Gobierno federal. La mayoría del Parlamento podía convocar un referéndum sin necesidad de contar ya con la aquiescencia de dos tercios de sus miembros y su resultado podía convertirse en ley también por mayoría simple. Las fuerzas de seguridad de las provincias quedarían sometidas al Gobierno central. El borrador presentado por el canciller, que hubiese acabado con la democracia austriaca, fue rotundamente rechazado por los socialistas. El resto de partidos parlamentarios y la Heimwehr, por el contrario, felicitaron al canciller por su propuesta. Las negociaciones entre el Gobierno y la oposición, sin embargo, continuaron. Al principio y por miedo a la Heimwehr, estas no se realizaron en los comités parlamentarios, sino privadamente entre el canciller y representantes de la oposición socialista.
Seipel, por su parte, en vez de sostener al primer ministro, atizó las sospechas —infundadas— de la Heimwehr de que Schober estaba cediendo ante los socialistas. El 27 de octubre, la formación paramilitar llevó a cabo una gran manifestación de casi trece mil hombres en la capital para presionar al canciller y amenazó con utilizar la fuerza para implantar los cambios deseados. La tensión entre mediados de octubre y comienzos de diciembre parecía augurar el estallido de una guerra civil, con continuas marchas de la Heimwehr y la Liga de Defensa Republicana en alerta constante. También a finales del mes de octubre, representantes del Banco Nacional y de varios bancos privados —paradójicamente contribuyentes a las arcas de la Heimwehr— solicitaron infructuosamente a Schober la retirada del proyecto de ley de reformas: la incertidumbre política estaba perjudicando a la economía y agudizando la retirada de fondos del país, que parecía a punto de sumirse en una contienda civil. En efecto, la atención del continente a comienzos de noviembre se centraba en Austria y su crisis política, que inquietaba a los círculos financieros. Entre mediados de septiembre y mediados de noviembre, el Banco Nacional perdió setenta y ocho millones de chelines de sus reservas de oro y de divisas y el cambio del dólar se disparó por la huida de capitales debido a la incertidumbre política. Para calmar la situación, Schober prometió públicamente que no se emplearía la fuerza para aplicar las reformas, sino solo métodos legales. El rechazo del canciller a imponer las reformas que deseaban por la fuerza ante la negativa a aceptarlas sin más disgustó a los Gobiernos húngaro e italiano; la Heimwehr, por su parte, creía que el canciller había traicionado su confianza. Entre finales de octubre y principios de noviembre, el comité parlamentario logró alcanzar algunos importantes acuerdos, como la elección del presidente o el aumento de sus poderes, pero se atascó con otras cuestiones; para avanzar en la reforma, Schober volvió a tratar directamente con uno de los dirigentes socialistas, Robert Danneberg. En estas conversaciones, se alcanzó un acuerdo en la gran mayoría de las cuestiones: la elección cada cinco años del presidente, los poderes de este para legislar por decreto en algunas materias —pero no en asuntos constitucionales o económicos—, para nombrar y destituir al Gobierno, y el ampliar la posibilidad de los refrendos. Cuando el comité parlamentario retomó las negociaciones, estas avanzaron considerablemente en noviembre. El concierto entre Gobierno y oposición, sin embargo, no se hizo público inmediatamente, probablemente por temor a la reacción de la Heimwehr.
Mussolini, que deseaba un cambio similar, ofreció un crédito al necesitado canciller austriaco si este realizaba reformas tendentes al fascismo. La Heimwehr trató de impedir las negociaciones y planeó un golpe de Estado; Schober acabó por deportar a Alemania a uno de sus principales dirigentes —Waldemar Pabst— como muestra de firmeza. Rechazó de plano la exigencia de la organización de desarmar a la rival Republikanischer Schutzbund. Sin embargo, tampoco desarmó a la Heimwehr, a pesar de sus conspiraciones antigubernamentales, ya que necesitaba a la formación para presionar a los socialistas en las negociaciones. Las relaciones entre el canciller y la formación paramilitar empeoraron rápidamente a finales del otoño y en diciembre esta exigía ya la renuncia de Schober. El 18 de noviembre, el candidato para suceder a Schober tras el planeado golpe de Estado de la formación paramilitar, el ministro de Defensa Vaugoin, decidió finalmente tomar partido por el canciller y junto con él, reunirse para advertir a los jefes de la Heimwehr de no aventurarse a llevar a cabo el golpe previsto para esa noche, pues se enfrentarían a las fuerzas de seguridad estatales. Ante la admonición del presidente del Gobierno, la Heimwehr moderó su actitud y desmovilizó a sus fuerzas, que se hallaban en estado de alerta. La firmeza de Schober, que contó con el apoyo tanto de Vaugoin como de los partidos coligados del Gobierno, desbarató así los planes de la Heimwehr, que anuló los planes de golpe y trató a partir de entonces de obligar al canciller a incluir a varios de sus miembros en el gabinete mientras seguía con sus declaraciones amenazadoras. Hasta el último momento, la Heimwehr proclamó que no habría concesiones a los socialistas. Schober comunicó a sus jefes el proyecto de ley que iba a presentar ante las Cortes el 6 de diciembre, la víspera de su propuesta ante los diputados; esta les causó una gran decepción. Esa misma noche, discutieron sobre la conveniencia de derrocar a Schober por la fuerza, idea de la que los disuadió Seipel alegando la falta de apoyo  a esta medida tanto dentro como fuera del país.
Finalmente, logró que las Cortes aprobasen los proyectos de ley el 7 y el 10 de diciembre de 1929. Estos aumentaban los poderes del presidente de la república, que debía elegirse cada seis años por sufragio universal en dos vueltas si ningún candidato obtenía la mayoría absoluta en la primera; la policía, salvo la local, quedaba controlada por el Gobierno federal; la Administración y el sistema judicial quedaban al margen de la política; se aumentaba la edad a la que se otorgaba el derecho al voto a los veintiún años, el Bundesrat se reorganizaba como Cámara de las provincias y estamentos —aunque los detalles de esta mutación quedaban pendientes de un estudio posterior— y se extendía cierto control central sobre la capital. El disgusto de la Heimwehr con las medidas aprobadas hizo que comenzase a maquinar un golpe de Estado contra Schober, al que consideraba un traidor. Sin embargo, el aumento de los poderes presidenciales permitió la instauración del gobierno autoritario que acabó con la democracia austriaca a partir de 1933 —Dollfuss pudo legislar por decreto durante catorce meses, hasta la promulgación de la nueva Constitución austriaca de 1934, gracias a la potestad del presidente de hacerlo, aprobada en 1929—. Por el contrario, la mayoría de los cambios exigidos por la Heimwehr no se incluyeron finalmente en la reforma. Los cambios constitucionales, tolerados por los socialdemócratas y de carácter claramente antidemocrático y autoritario, no satisficieron a la extrema derecha de la Heimwehr, que deseaba el establecimiento inmediato de un régimen fascista.

### Dominio de la Heimwehr
Para lograr dominar a la formación paramilitar, Schober diseñó tres medidas que aplicó paulatinamente entre noviembre de 1929 y 1930: controlar su financiación, de manera que sus fuentes de ingresos dependiesen de él; sustituir a la dirección formada por Waldemar Pabst, Richard Steidle y Walter Pfrimer por otra más favorable a su persona (encabezada por el príncipe Ernst Rüdiger Starhemberg); y deportar a Pabst, el elemento más peligroso de la dirección. A lo largo del verano de 1930, estrechó el cerco a la Heimwehr someterla a su control: hizo que los industriales dejasen de enviar sus donativos para la formación a Steidle y lo hiciesen a Starhemberg, mantuvo una estrecha vigilancia de los jefes de la organización y allanó la toma del poder en ella del príncipe, que contaba también con el beneplácito de Mussolini y de Bethlen. Estos esperaban también que Schober abandonase su acercamiento a Francia y desbaratase la influencia socialista en los ferrocarriles para facilitar el transporte de armas entre Italia y Hungría.

### Éxitos en política exterior

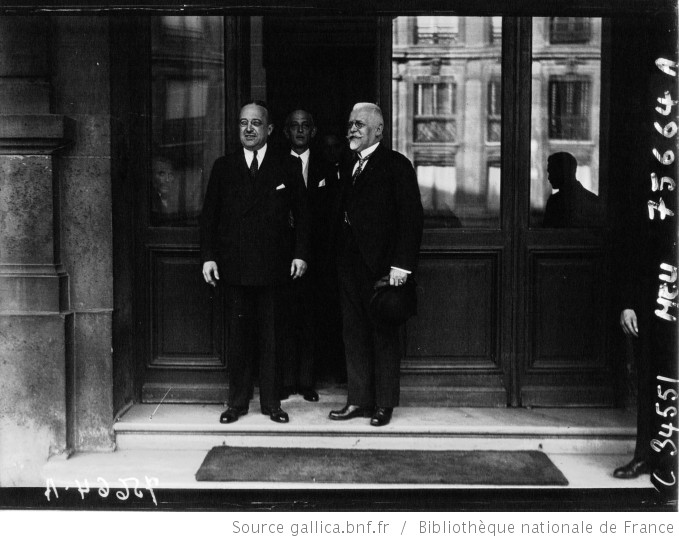
Schober junto al primer ministro francés, André Tardieu, durante su visita a París a finales de abril de 1930, parte de una fructífera gira europea en la que visitó también Italia, Alemania y el Reino Unido.

Una vez aprobada la reforma constitucional en diciembre de 1929 —tarea que le confirió gran prestigio tanto en Austria como en el extranjero—, Schober partió a la Conferencia de La Haya en enero de 1930, en la que logró importantes éxitos: Austria quedó libre tanto del pago de compensaciones de guerra como del de los intereses de los créditos de estabilización —que alcanzaban los cuatrocientos millones de chelines—; además, se rescindió la hipoteca sobre sus bienes e ingresos, que servía de aval al pago de las compensaciones. Obtuvo además la condonación de otras deudas y cuatrocientos millones en créditos, que remataron el éxito del viaje.
Marchó luego a Roma, donde el 6 de febrero firmó un tratado bilateral de amistad y arbitraje. Esta visita puso fin a un periodo de tirantez entre Roma y Viena, característico de todo el anterior mandato de Seipel, aunque no se concertaron acuerdos comerciales. La mejora de las relaciones con Italia, que había comenzado en octubre del año anterior, tenía también motivos económicos: este país era el principal acreedor de Austria. Schober deseaba asimismo minar el respaldo italiano a la Heimwehr, a la que habían desilusionado las reformas constitucionales aprobadas finalmente en diciembre de 1929. El canciller logró que Mussolini ayudase a los austriacos a obtener un nuevo préstamo de la Sociedad de Naciones en diciembre de 1929 —si bien a cambio del cumplimiento de ciertas condiciones políticas, como la aprobación de los cambios en la Constitución—, respaldase la cancelación de las indemnizaciones de guerra en enero de 1930 y redujese las aportaciones que realizaba a la Heimwehr. Aunque el motivo oficial del viaje del canciller era agradecer a Mussolini la ayuda italiana en la negociación del préstamo internacional y en la condonación de las compensaciones de guerra, los principales asuntos que se trataron fueron las desavenencias por la situación en el Tirol meridional —cuestión en la que Schober aceptó el punto de vista italiano para obtener el respaldo italiano a su Gobierno— y los desacuerdos del canciller con la Heimwehr. Schober consiguió que Mussolini decidiese obligar a los jefes de la organización a cooperar con su Gobierno, tarea complicada por las disputas internas de la formación. Para el mandatario italiano, el canciller parecía un mejor instrumento para acabar con los socialistas austriacos que sus protegidos de la formación paramilitar. En consecuencia, según mejoraban las relaciones intergubernamentales, se complicaba la obtención de fondos italianos para la Heimwehr.
La última semana de febrero viajó a Berlín para negociar un nuevo tratado comercial. Este se había estado negociando durante unos tres años, pero las conversaciones se hallaban estancadas hasta que Schober las desbloqueó. En abril, lo rubricó. Durante la visita, propuso la unión aduanera de los dos países, sugerencia que los alemanes aceptaron estudiar. En la gira internacional, realizada con el fin de despejar las dudas sobre la situación interna austriaca y facilitar así la obtención de un nuevo crédito internacional, incluyó también visitas a París y Londres. Tras ciertas dificultades internas para aprobar una ley que perjudicaba a los sindicatos socialistas —impulsada por Seipel para mantener la cohesión de la Heimwehr mediante una campaña contra los socialistas en un momento de crisis de la formación paramilitar— y que le obligó a permanecer en Austria hasta comienzos de abril, el 28 del mes llegó a París; el 1 de mayo se hallaba ya en Londres.

### El intento de unión aduanera con Alemania y la crisis financiera
El 26 de septiembre de 1929, Schober fue nombrado canciller al frente de un gabinete apoyado por los sectores moderados de los partidos burgueses. Casi de inmediato, el 4 de octubre, tuvo que lidiar con la quiebra de uno de los mayores bancos austriacos, el Boden-Creditanstalt. En parte la crisis se debía a las amenazas de la Heimwehr: el temor a que desatase una guerra civil había originado la retirada de gran cantidad de fondos (casi cincuenta y cinco millones de chelines) de los bancos austriacos y la mitad de estos reintegros tuvo que abonarlos el Boden-Creditanstalt. Este, el banco del antiguo emperador Francisco José, había excedido su capacidad y Schober solventó temporalmente la crisis forzando a la familia Rothschild a comprarlo. El hundimiento del banco se había debido a una serie de factores: exceso de préstamos, absorción de otros bancos con pérdidas y con sus propias inversiones en otras industrias, desvío de dinero para fines políticos —el presidente era cercano a los socialcristianos y financiaba a la Heimwehr—, dividendos inflados y, finalmente, la gran retirada de fondos por el riesgo de guerra civil; había contado, sin embargo, con el apoyo del Banco Nacional austriaco, presidido por un antiguo presidente del banco privado. Aunque en los últimos meses antes de la quiebra el presidente del Banco Nacional había concedido ochocientos veinte millones de crédito a su antiguo banco, en septiembre se le obligó a cesar el flujo del crédito que lo sostenía y abocó al banco a solicitar la ayuda estatal para evitar el hundimiento. El Boden-Creditanstalt quedó en manos del Creditanstalt el 7 de octubre, propiedad de los Rothschild, cuya quiebra en 1931 amenazó tanto a la propia Austria como a toda Centroeuropa. Se evitó la quiebra del banco y la consiguiente de las industrias dependientes de él, pero la reducción del valor de las acciones en manos privadas en ciento diecinueve millones debilitó la confianza extranjera en la economía nacional. El Estado, que también era accionista del banco desaparecido, perdió trescientos cuarenta millones de chelines. Schober había logrado superar su primera crisis grave al frente del Gobierno, pero a costa de agravar la debilidad del principal banco austriaco. Renuente a destapar el escándalo económico que podía haber frustrado los planes de reforma constitucional y sin capital nacional ni extranjero para financiar la economía del país, la opción del canciller de traspasar el problema al Creditanstalt había sido inevitable. La rápida y decidida reacción de Schober —debida tanto a motivos económicos como políticos— calmó la situación.
Schober decidió llevar a cabo una política exterior más favorable a Alemania y pronto se convenció de la conveniencia de establecer una unión aduanera con ese país, que llevaba seis años de crecimiento económico y podría aliviar la delicada situación económica austriaca, marcada por la crisis crónica y altos niveles de desempleo. En enero y febrero de 1930, negoció con el ministro de Asuntos Exteriores alemán Curtius la unión aduanera de su país con Alemania. En febrero ambos países firmaron un acuerdo comercial y Schober se comprometió con los alemanes a sopesar la posibilidad de la unión aduanera prevista en las reuniones anteriores. Las negociaciones se sucedieron durante el verano, pero se detuvieron al caer el gobierno de Schober en septiembre. Schober no descartó, no obstante, acuerdos alternativos al alemán que pudiesen aliviar los apuros económicos austriacos. Una de sus gestiones había precipitado la reanudación de los contactos austro-germanos para concluir la unión aduanera: había sido precisamente su visita a Mussolini a comienzos de 1930, en la que ambos habían tratado de resolver las desavenencias sobre el Tirol meridional; para los alemanes, las acciones de Schober podían conducir a una unión de Austria con otros países y frustrar el Anschluss.
En marzo las Cortes aprobaron la solicitud de un préstamo internacional de setecientos veinticinco millones de chelines, que iba a destinarse a mejorar las líneas férreas, las telegráficas y telefónicas y el servicio postal. La primera parte del montante del préstamo —cuatrocientos millones de chelines— se entregaron al Gobierno austriaco en julio. Tras tres años de esfuerzos de los sucesivos Gobiernos austriacos por obtener el crédito, Schober lo había logrado. Al contrario de los otros dos grandes préstamos que recibió al república durante el periodo de entreguerras —el de 1922 y el de 1932—, no requirió de concesiones políticas.
El 13 de junio y tras largas discusiones, logró aprobar una ley de desarme de las formaciones paramilitares que, en realidad, servía únicamente para calmar los recelos del Reino Unido y Francia y lograr el préstamo deseado. Discretamente, Schober informó a Italia y Hungría que en realidad no pretendía desarmar a la Heimwehr. En noviembre anterior, había tratado infructuosamente de obtener la aquiescencia de los jefes de la Heimwehr a su desarme —y el de los socialistas—, prometiendo a cambio entregarles armas en caso de necesidad futura. Los socialistas la criticaron por insuficiente y la Heimwehr se negó a aceptar ningún desarme, a pesar de las garantías del canciller de que la ley no se aplicaría. En mayo, cuando el proyecto de ley se presentó en las Cortes, la Heimwehr había exigido el desarme únicamente de sus adversarios socialistas, participar en él junto a las fuerzas de seguridad y que se nombrase a un ministro del Interior de la formación al menos durante el tiempo que durase la operación, exigencias que Schober había rechazado. Al día siguiente de aprobar la ley, deportó a Waldemar Pabst. La reacción de la organización a la expulsión de su principal organizador fue mínima. La maniobra moderó la actitud de la Heimwehr de golpe; los desafíos al canciller cesaron durante el resto del mandato.

### Crisis gubernamental y dimisión: el escándalo Strafella
Schober, que trató de reconciliar a la coalición gubernamental —que logró conservar— con la oposición socialista y desbaratar la amenaza de la ultraderecha, hubo de enfrentarse a las intrigas de Seipel, poco interesado ya en mantener el sistema parlamentario que el primer ministro intentaba salvar. Las promesas de desarmar a las organizaciones militares, efectuadas por el canciller durante su gira internacional de comienzos de 1930 y repetida durante la primavera mientras negociaba el préstamo internacional, disgustó a la Heimwehr. Los intentos de Schober de reformar las leyes sobre el matrimonio, que Seipel consideraba asunto de la Iglesia católica, también disgustaron a este. Seipel minó la coalición que sostenía a Schober y, gracias a su control del Partido Socialcristiano —el principal del Gobierno—, privó al primer ministro de apoyo.
El ministro de Defensa Vaugoin, respaldado por la Heimwehr, Italia y Hungría, trató de colocar a Franz Georg Strafella, cercano a la formación paramilitar, como presidente de los ferrocarriles nacionales, lo que debía facilitar el tráfico ilegal de armamento entre los tres países. Los socialistas se opusieron en redondo a aceptar al candidato y Schober también acabó por rechazarlo. Este había condicionado la aceptación de Strafella a su absolución en el juicio que se celebró debido a las revelaciones sobre su pasado publicadas por los socialistas; aquella fue parcial e insuficiente para el canciller. El 25 de septiembre de 1930, debido al escándalo desatado por el intento de nombramiento en los ferrocarriles austriacos —los socialcristianos insistían en nombrar al candidato afín de dudosa reputación y la reticencia de Schober hizo que varios de los ministros del partido renunciasen a sus puestos—, Schober dimitió. Vaugoin, que había precipitado la crisis del gabinete de Schober, pasó a presidir el Consejo de Ministros. El nombramiento de un nuevo gabinete con Seipel como ministro de Asuntos Exteriores frenó temporalmente los planes de unión aduanera con Alemania. Su primera tarea fue evitar que las marchas y contramarchas previstas para el 29 de septiembre causasen choques armados que pudiesen desencadenar la guerra civil, cosa que logró reforzando las medidas de seguridad ese día en las distintas localidades donde tuvieron lugar. El nuevo Gobierno no contaba con mayoría en las Cortes, ya que tanto la Landbund como los pangermanos mantuvieron su apoyo a Schober.
En noviembre, este forjó una nueva alianza política, el Bloque Económico Nacional ─conocido también como Schoberblock─, que agrupada a los pangermanos, la Landbund y a socialcristianos moderados. El surgimiento de esta liga reflejaba la disgregación de los partidos tradicionales de la burguesía austriaca. Esta liga, que obtuvo diecinueve escaños en las elecciones del 9 de noviembre en las que se presentó como el partido azote de la corrupción y defensor de la legalidad, resultaba clave para formar Gobierno. Después de varios intentos de mantener a Vaugoin y a la Heimwehr en el gabinete, la fracción moderada del Partido Socialcristiano se avino finalmente a pactar con el Schoberblock y a formar un nuevo Consejo de Ministros de coalición. Vaugoin accedió a dimitir el 28 de noviembre, tras asegurarse de que los partidarios de Schober no se aliarían con los socialistas para formar Gobierno.

## Últimos cargos y fracaso de la unión aduanera
En el gabinete de Otto Ender que tomó posesión el 4 de diciembre de 1930 y que supuso el último intento de mantener el sistema de gobierno parlamentario, fungió como ministro de Asuntos Exteriores y vicecanciller. Se reanudaron entonces los planes de unión aduanera con Alemania, que se habían iniciado en febrero. Se alcanzó un acuerdo entre las dos partes en febrero de 1931. Ante la oposición francesa al plan, Schober hubo de prometer no firmar ningún tratado con Alemania hasta que el Tribunal de La Haya se pronunciase sobre él. Para entonces (septiembre de 1931), la crisis financiera austriaca, simbolizada por la quiebra del mayor banco austriaco (el Creditanstalt), ofreció a Francia la oportunidad de frustrar la unión al condicionar la necesaria ayuda financiera a que se abandonase esta pretensión. El fracaso del plan y las tensiones intestinas en la coalición de gobierno llevaron a la dimisión de este el 16 de junio de 1931. Schober, sin embargo, siguió en sus cargos en el nuevo gabinete del socialcristiano moderado Karl Buresch. Este nuevo Gobierno volvió a contar con el respaldo de los mismos partidos que el anterior, dado el rechazo de los socialistas a ingresar en el Consejo de Ministros: el socialcristiano, el pangermano y la Landbund.
El presidente Wilhelm Miklas había encargado a Seipel la formación de un nuevo Gobierno, pero tanto los socialistas como los partidarios de Schober, resentido por las intrigas de aquel, se negaron a colaborar con él. Finalmente, la amenaza del presidente de la república de nombrar un gabinete de tecnócratas animó a los partidos a pactar una nueva coalición, en la que Schober retomó sus cargos de vicecanciller y ministro de Asuntos Exteriores.
Fue uno de los más decididos adversarios del golpe de Estado perpetrado por Walter Pfrimer en septiembre de 1931, e insistió, junto con Franz Winkler de la Landbund, en que el Gobierno enviase tropas para desbaratarlo, a pesar de las dudas del canciller y de la connivencia del gobernador provincial Anton Rintelen con los golpistas.
Abandonó el Gobierno el 27 de enero de 1932, convencido el canciller Buresch —que formó dos días más tarde un nuevo gabinete— que su presencia entorpecía las negociaciones sobre el crédito de estabilización que buscaba Austria, por el rechazo que su figura causaba entre los mandatarios franceses debido a su destacado papel en el intento de unión aduanera con Alemania. Su salida del Consejo de Ministros privó a este del apoyo de los pangermanos ─opuestos a nuevas renuncias al proyecto de unión con Alemania y preocupados por el crecimiento de los rivales nacionalsocialistas─: Buresch quedó sostenido únicamente por los votos de su propio partido y por los de la Landbund. Los socialistas, empero, toleraron a Buresch al frente del Ejecutivo.
Enfermo, no pudo acudir al Parlamento durante la sesión en la que se aprobó por primera vez el préstamo de Lausana obtenido por el canciller Engelbert Dollfuss y en la que se trató también la moción de censura contra el primer ministro; su ausencia permitió que esta no se aprobase. Falleció a mediados de agosto de 1932, el día 19, poco más de dos semanas después que su eterno rival Seipel. Su muerte fue una de las circunstancias fortuitas que permitieron la aprobación final del crédito de Lausana, que la oposición había rechazado en la Cámara Alta. Privó asimismo a los pangermanos de su único dirigente carismático y precipitó la rauda desintegración del partido; muchos de sus partidarios se pasaron a los nacionalsocialistas.